# Pont de la Liberté (Budapest)
 (décembre 2023).
Si vous disposez d'ouvrages ou d'articles de référence ou si vous connaissez des sites web de qualité traitant du thème abordé ici, merci de compléter l'article en donnant les références utiles à sa vérifiabilité et en les liant à la section « Notes et références ».
Le pont de la Liberté (en hongrois : Szabadság híd) est un pont de Budapest. Il franchit le Danube à hauteur du sud du quartier de Gellérthegy. Il relie les 5e et 9e arrondissements côté oriental (Pest) au 11e arrondissement côté occidental (Buda). Il est parcouru par les lignes 47, 47B, 48 et 49 du réseau de tramways.

## Construction, structure

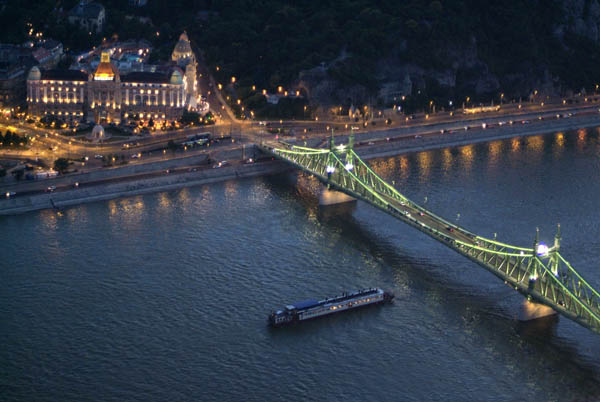
Le pont de la Liberté, sur le Danube.

Le pont a été construit entre 1894 et 1896 à l'occasion des Festivités du Millénaire de 1896, selon les plans de János Feketeházy. Il s'agit d'un pont en treillis en porte-à-faux, avec une travée médiane suspendue. Bien que radicalement différent dans sa structure comportant des caissons d'acier rivetés, le pont imite les grandes lignes d'un pont suspendu à chaînes, considéré comme une forme esthétiquement préférable au moment de la construction. 
Le pont a été ouvert en présence de l'empereur François-Joseph : le dernier rivet en argent a été inséré sur le pilier de Pest, dans la structure de fer, par l'empereur lui-même, et le pont a été nommé selon son choix.
Il mesure 333,6 mètres de longueur et 20,1 mètres de largeur. 

## Symboles
Les hauts des quatre mâts sont décorés de statues de bronze du grand oiseau Turul, ressemblant à un faucon, figure de la mythologie hongroise.
De 1967 à 1999, le pont de la Liberté était représenté sur la pièce de 50 fillér hongrois.

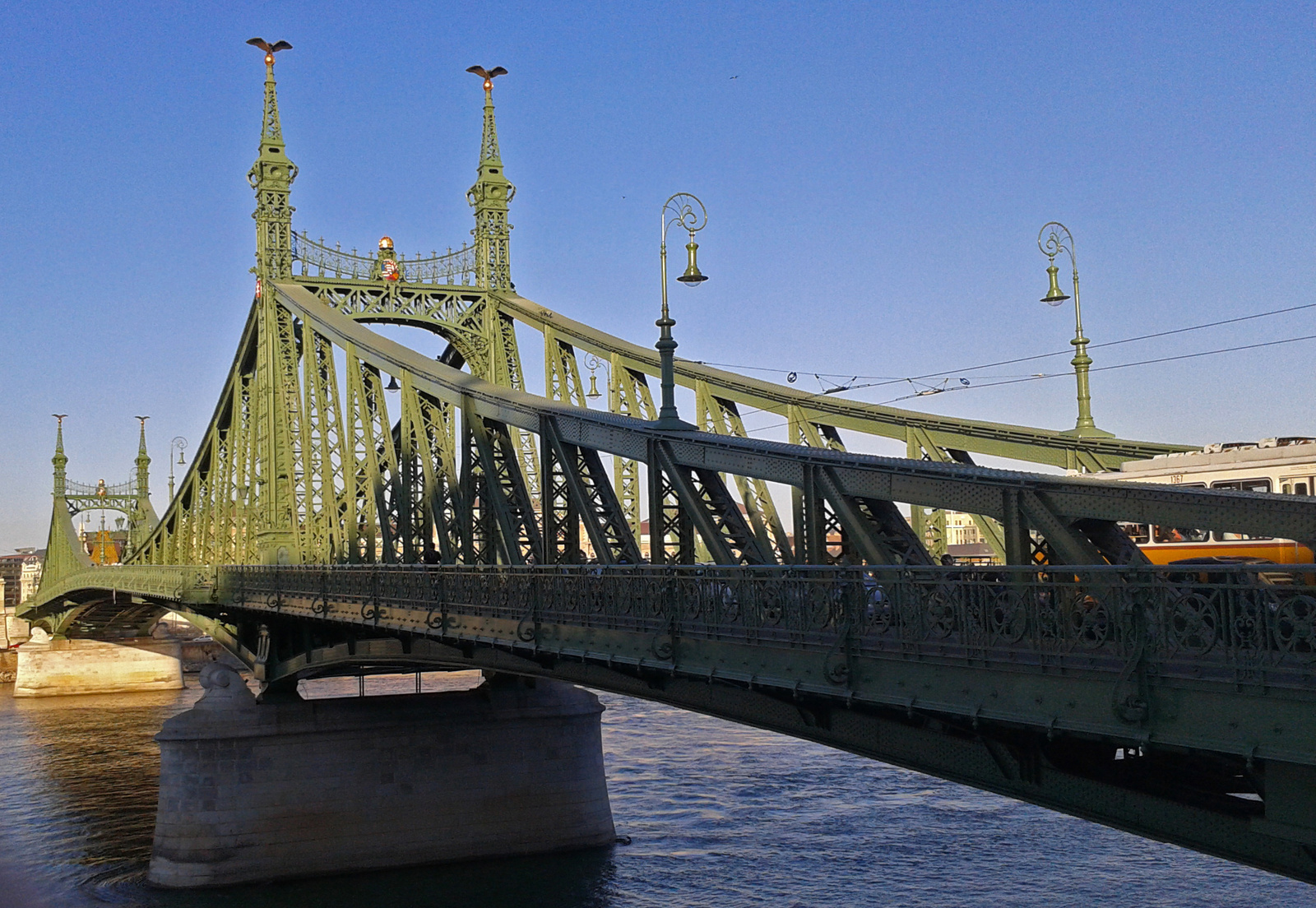
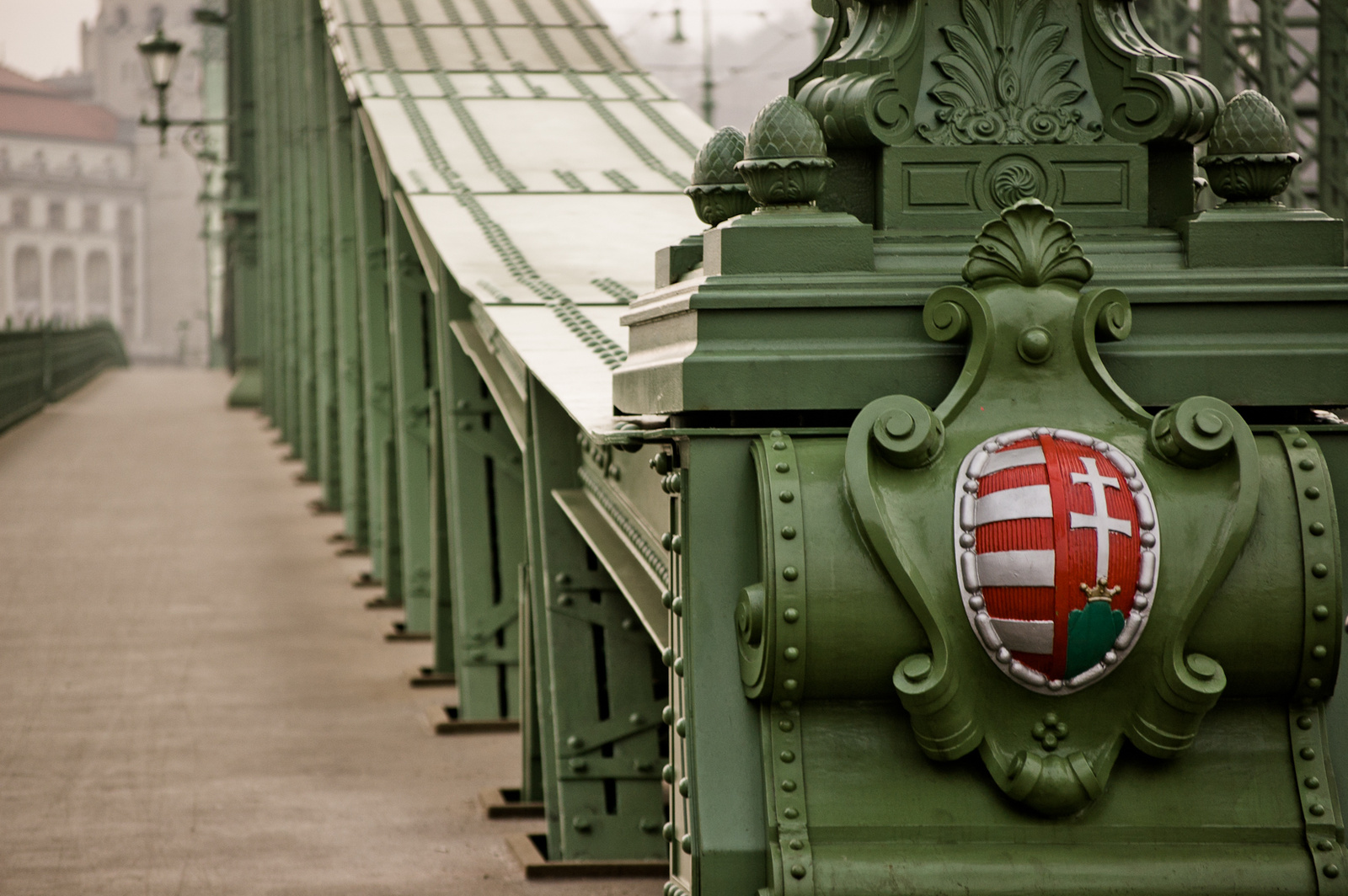
Suspension en caissons rivetés.
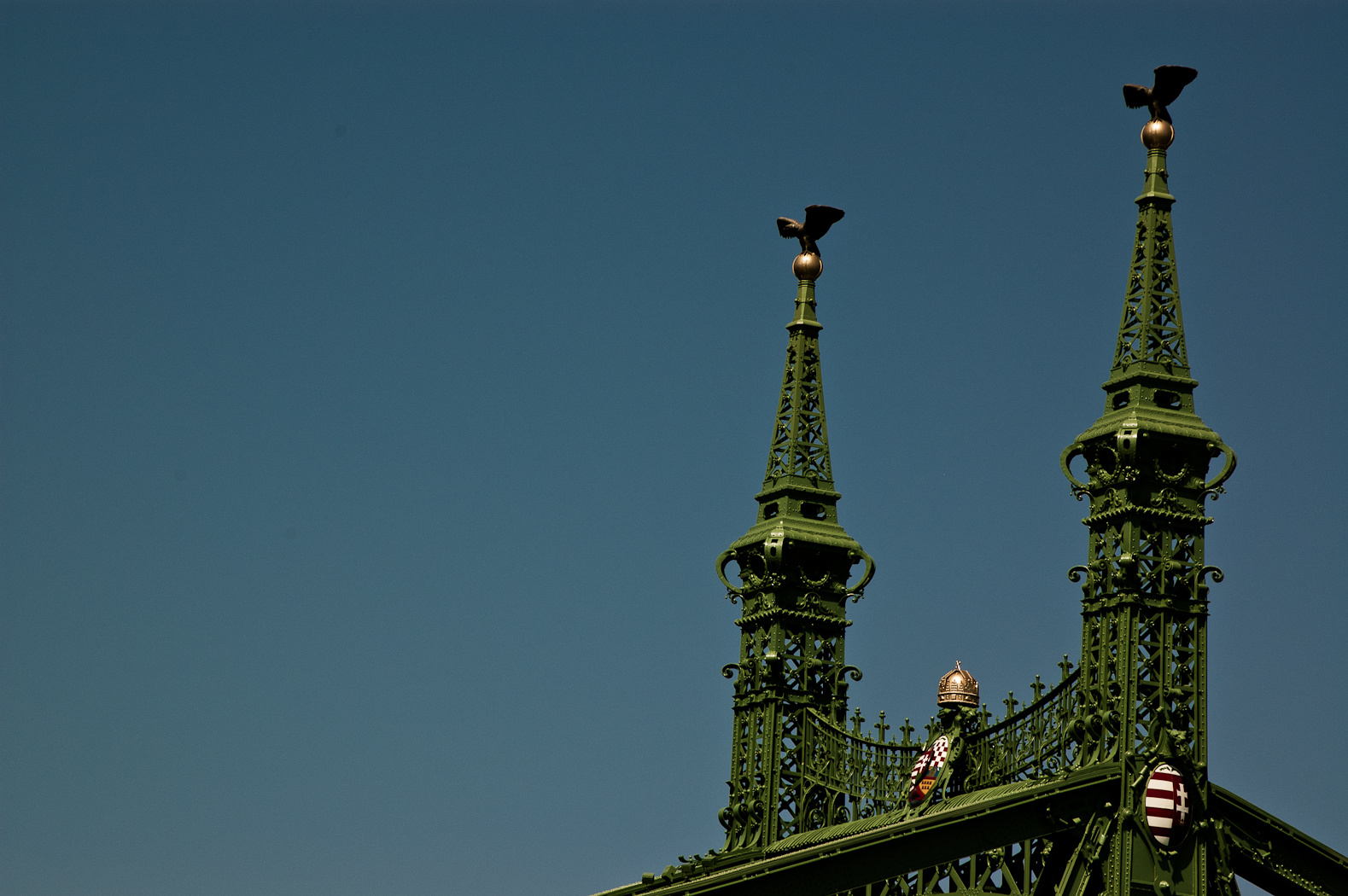
Statues de bronze de l'oiseau Turul.